# Percy Jackson: Szörnyek tengere
Percy Jackson: Szörnyek tengere (Percy Jackson: Sea of Monsters) 2013-as amerikai fantasztikus-kalandfilm, amely Rick Riordan azonos című regénye alapján készült. Folytatása a 2010-ben készült Villámtolvaj – Percy Jackson és az olimposziak című filmnek. A film producere Karen Rosenfelt, Mark Radcliffe és Chris Columbus (aki az első filmet is rendezte).
A főszereplők Logan Lerman, mint főhős és mellette az előző filmből visszatér Brandon T. Jackson, Alexandra Daddario és Jake Abel. Emellett Nathan Fillion és Anthony Head lecserélte a filmbeli szerepeikből Dylan Nealt és Pierce Brosnant, mint Hermész és Kheirón karakterek. Újonnan érkezettek: Leven Rambin, Douglas Smith és Stanley Tucci.

## Cselekménye
|  | Alább a cselekmény részletei következnek! |

Az istenek és emberek vegyes házasságából származó fiatalok (a „félvérek”) erdei táborát védőburok veszi körül, ami korábban az egyik félvér saját életének feláldozása nyomán jött létre, amikor ő meghalt és Zeusz fává változtatta.
A védőburkot egy rézből készült hatalmas bika támadja meg, és sikerül is áttörnie, ezután a bent lévőkre támad, akik különböző módokon próbálják megkeresni a gyenge pontját. Kiderül, hogy a bikát egy táborlakó, Luke támogatta, aki az Olümposz és istenlakói elpusztítására törekszik, hogy a Földön újból a titánok uralkodjanak.
Percy megtudja, hogy egy jóslat szerint egy félvérnek el kell mennie a szörnyek tengeréhez (modern neve: Bermuda-háromszög), ahol a legendás aranygyapjú egy szigeten található. Ezzel helyrehozható a védőburok, és meggyógyítható a fa, amit valakik megmérgeztek. Azonban az egyik tanár, Dionüszosz nem az ötletadókat, hanem másik „hős”-t, Clarisse-t jelöli ki a feladatra. Percy és barátai (és újonnan előkerült féltestvére, aki küklópsz) ennek ellenére szintén elindulnak az aranygyapjú megkeresésére. Hogy gyorsan odaérjenek, egy szellemtaxival (egy New York-i sárga taxi), amit három vak nővér vezet, Floridába indulnak. Amikor kiderül, hogy nem tudnak fizetni a taxisoknak a fuvarért, azok kirakják őket Washingtonban. Ott félvérek elrabolják Grovert, mert az aranygyapjú megszerzéséhez egy szatírra van szükség, aki a félvér hős kíséretét adja.
Washingtonban felkeresik Hermészt, akitől segítséget kérnek, hogy megtalálják elrabolt barátjukat, és akit tájékoztatnak arról, hogy fia, Luke mire készül. Hermésznek modern csomagfeldolgozó vállalata van, és ad nekik két mágikus tárgyat: egy ragasztószalagot, amivel más tárgyakat el lehet tüntetni, és egy palackot, amiben a négy égtáj szelei vannak bezárva.
Tyson apjuktól segítséget kér, hogy eljussanak Luke hajójához. Poszeidón egy hippokamposzt küld, ami elviszi őket a hajóhoz. Luke jachtjára lopózkodnak, mert ki akarják szabadítani Grovert, azonban őket is foglyul ejtik, és kiderül, hogy Grovert egy kisebb csapattal Luke már előre küldte. A hajón cellákba zárják őket, ahonnan a mágikus ragasztószalag segítségével sikerül megszökniük. Egy gumicsónakkal menekülnek, aminek motorját a kétbalkezes Tyson a vízbe ejti, ezért a csónak meghajtásához a másik mágikus tárgyat, „a négy égtáj szelei”-t használják fel. Amikor rábízzák az irányítást, egy idő múlva Tyson ezt is a vízbe ejti, így a csónak megáll. Cápauszonyhoz hasonló, de sokkal nagyobb valamik emelkednek ki a vízből, amik a csónak körül körözni kezdenek. Kiderül, hogy ezek a Kharübdisz nevű tengeri szörnyhöz tartoznak, ami örvényt kelt, és elnyeli a csónakot az utasaival együtt. Épségben lejutnak Kharübdisz gyomrába, ahol a Bermuda-háromszögben eltűnt hajóroncsokat találnak. Találkoznak Clarisse-szal, aki egy hajón parancsnokol néhány zombi matróznak. Mivel a szörny zúzógyomorral rendelkezik, ami felé sodródnak, Percy azt javasolja Clarisse-nak, hogy lőjék a szörny gyomrának falát, így kiszabadulhatnak. Ez így is történik, a fal átszakad, és a hajó a víz alól nem sokkal később a felszínre bukkan. Clarisse elmondja, hogy ők ezt megelőzően a Szküllával találkoztak.
Clarisse északnyugat felé akar továbbhajózni, Percy azonban a tenger felszínén zöld színű, párhuzamos és rájuk merőleges vonalakat kezd látni, egy földrajzi koordináta-rendszer elemeit, amiken nyolc számjegy is megjelenik (ezek ugyanazok a számok, amiket a három taxisofőr mondott nekik, de nem fedték fel azok értelmét: 30, 31, 75, 12). Percy rájön, hogy ezek a sziget koordinátái (é. sz. 30° 31′, ny. h. 75° 12′30.516667°N 75.200000°W), amit keresnek. Clarisse meglepő módon beleegyezik, hogy megváltoztassák az úti célt.
Megtalálják egy szigeten lévő barlangban az ott élő Polüphémosz nevű küklópszot, akinek vállán ott van az aranygyapjú. A Luke által előre küldött csapat nyilvánvalóan kudarcot vallott. Grover úgy maradt életben, hogy lánynak öltözött, és egy festett szemmel küklópsznak álcázza magát.
Megszerzik az aranygyapjút és elzárják a barlang bejáratát, hogy a küklópsz ne tudjon kijönni. Azonban feltűnik Luke és csapata. Luke nyíllal lelövi Percy féltestvérét, aki egy szakadékban lévő folyóba esik. Tyson felgyógyul a sérülésből a víz miatt, ami begyógyította a sebét.
Luke szándéka az, hogy az aranygyapjúval feltámassza Kronoszt, akinek maradványai egy ládában vannak. Amikor Kronosz feltámad, első dolga, hogy felfalja Luke-ot, aki hiába mondja neki, hogy ő a dédunokája (Kronosz régen a saját gyerekeit is felfalta). Majd Kronosz mindenkire rátámad, de Percy megöli azzal a karddal, ami valamikor az apjáé, Poszeidóné volt. Luke szörny állata halálosan megsebesíti Annabeth-t, aki meg is hal, de az aranygyapjút a testére terítik, így újból életre kel.
Az aranygyapjút visszaviszik a táborba, a fához, ami újra életre kel, és másnapra az életét feláldozó lány, Thalia is visszatér az életbe.
|  | Itt a vége a cselekmény részletezésének! |

## Szereplők
- Logan Lerman – Percy Jackson, Poszeidón egyik fia (Előd Botond)
- Brandon T. Jackson – Grover Underwood, szatír, Percy barátja (Szabó Máté)
- Alexandra Daddario – Annabeth Chase, Percy barátja (Csifó Dorina)
- Leven Rambin – Clarisse La Rue, Árész hadisten lánya, Percy állandó riválisa (Gáspár Kata)
- Jake Abel – Luke Castellan (Előd Álmos)
- Stanley Tucci – Dionüszosz / Mr. D (Forgács Péter)
- Nathan Fillion – Hermész, Luke apja (Kárpáti Levente)
- Douglas Smith – Tyson, küklópsz, Percy féltestvére (Czető Roland)
- Paloma Kwiatkowski – Thalia Grace, aki feláldozta az életét a társaiért, ezért Zeusz fává változtatta
- Anthony Head – Kheirón, kentaur tanár (Czvetkó Sándor)
- Robert Maillet – Polüphémosz, egy barlangban lakó küklópsz, nála van az aranygyapjú (Törköly Levente)
- Derek Mears és Aleks Paunovic – küklópszok, akik megölik Thaliát a történet elején
- Grey Damon – Chris Rodriguez
- Sohre Ágdáslu – Orákulum hangja (Tóth Judit)

## Megjelenése
A film DVD-n 2013. december 17-én jelent meg.

## Fogadtatás
Az amerikai filmkritikusok véleményét összegző Rotten Tomatoes 38%-ra értékelte 104 vélemény alapján.